# Aurelio Saco Vértiz
Aurelio Saco Vértiz (Miami, 30 de mayo de 1989) es un exfutbolista estadounidense de ascendencia peruana. Jugaba de lateral izquierdo.

## Trayectoria
Aurelio Saco Vértiz, de padres peruanos que radican en Miami donde justamente nació, se inició en el Club de Regatas Lima. En el año 2006, pasó por el Anderlecht de Bélgica pero una lesión lo excluyó del equipo, aprovechando su doble nacionalidad jugó por el equipo sub-20 del New York Red Bulls. Finalmente, fue reclutado por la Universidad de San Martín de Porres haciendo buenas actuaciones en la plantilla sub-20. Así, en 2008 fue ascendido al primer equipo, quedándose hasta el año 2009.
En 2010, fue fichado por el Total Chalaco buscando más continuidad y luego fue transferido al Deportivo Coopsol. El 21 de diciembre de 2010, se confirmó su fichaje por Universitario de Deportes, con un contrato que lo vincula al club por dos años. En sus primeros partidos alternó en la posición de delantero pero terminó jugando de lateral izquierdo. El 14 de julio de 2012, marcó su primer gol con el equipo merengue en el clásico del fútbol peruano, con un perfecto tiro libre, Universitario terminó ganando el partido por 2-1 y fue elegido la figura del partido. En 2015, descendió con Cienciano. En diciembre de 2015, fue fichado por el Fort Lauderdale Strikers de los Estados Unidos, el cual era participante de la North American Soccer League, jugando la temporada 2016 con el conjunto norteamericano y siendo allí su última experiencia como futbolista.

## Selección nacional
Fue internacional con la selección de fútbol del Perú en la categoría sub-20, con la cual disputó el Campeonato Sudamericano Sub-20 de 2009 realizado en Venezuela. Aurelio fue el capitán del equipo y llegó a disputar los cuatro partidos de la fase de grupos.

## Clubes y estadísticas
| Club                                    | Temporada           | Liga | Liga | Copas Nacionales * | Copas Nacionales * | Copas Internacionales ** | Copas Internacionales ** | Total | Total |
| Club                                    | Temporada           | PJ   | G    | PJ                 | G                  | PJ                       | G                        | PJ    | G     |
| --------------------------------------- | ------------------- | ---- | ---- | ------------------ | ------------------ | ------------------------ | ------------------------ | ----- | ----- |
| Universidad de San Martín · Perú        | 2008                | 9    | 0    | 0                  | 0                  | 0                        | 0                        | 9     | 0     |
| Universidad de San Martín · Perú        | 2009                | 4    | 0    | 0                  | 0                  | 0                        | 0                        | 4     | 0     |
| Universidad de San Martín · Perú        | Total               | 13   | 0    | 0                  | 0                  | 0                        | 0                        | 13    | 0     |
| Total Chalaco · Perú                    | 2010                | 2    | 0    | 0                  | 0                  | 0                        | 0                        | 2     | 0     |
| Total Chalaco · Perú                    | Total               | 2    | 0    | 0                  | 0                  | 0                        | 0                        | 2     | 0     |
| Deportivo Coopsol · Perú                | 2010                | 8    | 3    | 0                  | 0                  | 0                        | 0                        | 8     | 3     |
| Deportivo Coopsol · Perú                | Total               | 8    | 3    | 0                  | 0                  | 0                        | 0                        | 8     | 3     |
| Universitario de Deportes · Perú        | 2011                | 2    | 0    | 1                  | 1                  | 0                        | 0                        | 3     | 1     |
| Universitario de Deportes · Perú        | 2012                | 33   | 2    | 0                  | 0                  | 0                        | 0                        | 33    | 2     |
| Universitario de Deportes · Perú        | 2013                | 20   | 0    | 0                  | 0                  | 0                        | 0                        | 20    | 0     |
| Universitario de Deportes · Perú        | 2014                | 0    | 0    | 3                  | 0                  | 1                        | 0                        | 4     | 0     |
| Universitario de Deportes · Perú        | Total               | 55   | 2    | 4                  | 1                  | 1                        | 0                        | 60    | 3     |
| Cienciano · Perú                        | 2015                | 16   | 1    | 2                  | 0                  | 0                        | 0                        | 18    | 1     |
| Cienciano · Perú                        | Total               | 16   | 1    | 2                  | 0                  | 0                        | 0                        | 18    | 1     |
| Fort Lauderdale Strikers Estados Unidos | 2016                | 3    | 0    | 1                  | 0                  | 0                        | 0                        | 4     | 0     |
| Fort Lauderdale Strikers Estados Unidos | Total               | 3    | 0    | 1                  | 0                  | 0                        | 0                        | 4     | 0     |
| Total en su carrera                     | Total en su carrera | 97   | 6    | 7                  | 1                  | 1                        | 0                        | 105   | 7     |

- (*) Torneo del Inca y Lamar Hunt U.S. Open Cup.
- (**) Copa Libertadores de América.

## Palmarés

### Títulos nacionales
| Título                    | Club                      | País | Año    |
| ------------------------- | ------------------------- | ---- | ------ |
| Primera División del Perú | Universidad de San Martín | Perú | 2008   |
| Primera División del Perú | Universitario de Deportes | Perú | 2013   |
| Torneo de Reservas        | Universitario de Deportes | Perú | 2014-I |